# Collafirth (Mainland Shetland)

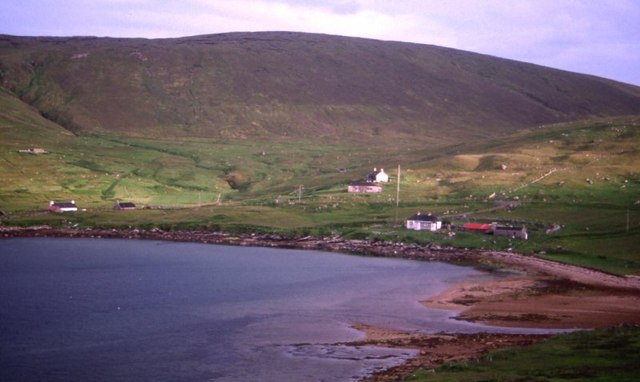
Blick über die Bucht auf den Ort

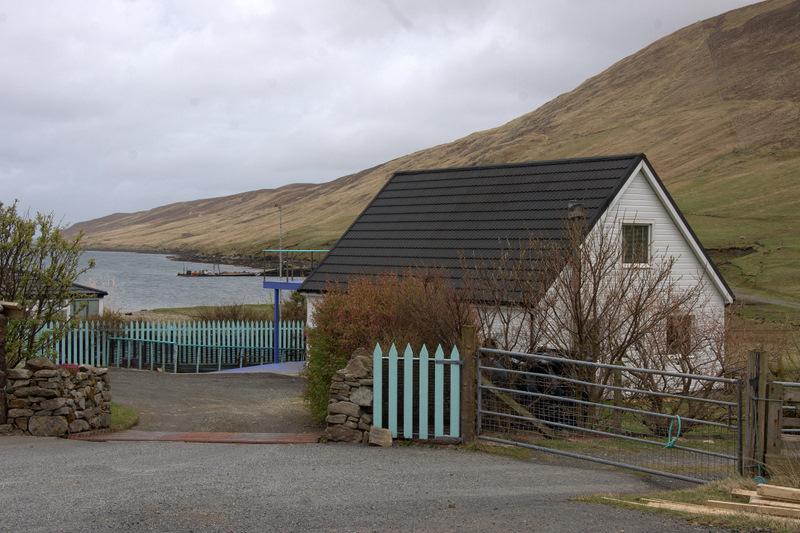
Haus in Collafirth

Collafirth ist eine kleine Ortschaft, die in Schottland im Norden der Shetlandinseln liegt.

## Geographie
Der kleine Ort liegt an der östlichen Küste von Mainland an der Bucht Colla Firth. Nach Lerwick sind es 38 Kilometer im Süden. Ortschaften in der Nähe sind Hillside im Südwesten und Vidlin im Südosten.

## Historisches
Im Rahmen der historischen Gliederung Schottlands in Civil Parishes zählt Collafirth zu Delting.